# 김남은
김남은(1986년 11월 28일 ~ )은 대한민국의 2010년 미스코리아 경남 선(善)이다.

## 프로필
- 출생: 1986년 11월 28일
- 신체: 172cm, 50kg, 34-24-35
- 학력: 경성대학교 모델과
- 수상: 2009년 미스코리아 경남 유앤미, 2010년 미스코리아 경남 선(善)
- 취미: 작문, 독서, 재즈댄스
- 특기: 오카리나 연주